# Сейль-Бадіра (Умм-Алі)
Сейль-Бадіра́ — дрібний острів в Червоному морі в архіпелазі Дахлак, належить Еритреї, адміністративно відноситься до району Дахлак регіону Семіен-Кей-Бахрі.

## Географія
Розташований за 7 км на захід від острова Умм-Алі. Має овальну видовжену з північного заходу на південний схід форму. Довжина 220 м, ширина до 80 м. Острів облямований кораловими рифами.